# Bromus mango
Espèce
Bromus mango (mango) est une espèce de plantes monocotylédones  de la famille des Poaceae, originaire d'Amérique du Sud.
Autrefois cultivé comme plante fourragère et céréale secondaire par les peuples amérindiens du sud de l'Amérique du Sud, le brome mango a été supplanté par les céréales d'origine européenne (blé) et sa culture a été abandonnée dans la deuxième moitié du XIXe siècle. L'espèce est considérée comme éteinte par certains auteurs.
Noms vernaculairesmango, mangu, magua (en espagnol et langues amérindiennes).

## Description
Bromus mango est une plante herbacée, annuelle ou vivace à durée de vie courte, à rhizomes courts.
Les tiges (chaumes), non ramifiées, de 40 à 60 cm de long, ont un limbe glabre et scabre, de 5 à 35 cm de long sur 2 à 5 mm de large, avec une ligule membraneuses ciliée à la jonction avec la gaine.
L'inflorescence est une panicule ouverte, atteignant jusqu'à 20 cm de long, composée de 5 à 40 épillets fertiles.
Les épillets, de forme oblongue, comprimés latéralement, solitaires, sont pédicellés et mesurent de 7 à 18 mm de long.
Ils comprennent de 3 à 6 fleurons fertiles.
Chaque épillet est inséré entre deux glumes persistantes, membraneuses, lancéolées à pointe acuminée, plus courtes que l'épillet.
La glume inférieure, longue de 4 à 9 mm, est plus courte que l'inférieure, longue de 5 à 11 mm.
À maturité, les épillets se brisent et se désarticulent sous chaque fleuron fertile.
Les fleurons fertiles comptent deux lodicules, trois anthères et un ovaire pubescent à l'apex, avec un appendice charnu au-dessus de l'insertion du style. 
Ils sont insérés entre des glumelles (lemmes) papyracées, portant parfois une arête très courte.
Les fleurons situés à l'extrémité de l'épillet sont stériles, semblables aux fleurons fertiles mais moins développés.
Le fruit est un caryopse à péricarpe adhérent, à l'apex charnu et poilu, avec un hile linéaire.

## Histoire
Le mango était cultivé dans le sud du Chili et de l'Argentine, avant l'arrivée des Européens, par les peuples amérindiens, Puelches, Picunches et Huilliches (ethnies de culture Mapuche).
Cependant, vers 1830, le mango n'était déjà plus cultivé que dans deux fermes de l'île de Chiloé.
Cette culture traditionnelle n'était pratiquée que dans des lieux éloignés des fermes qui cultivaient déjà les céréales européennes préférées par la population locale.
Selon Claude Gay, la plante était cultivée comme une bisannuelle, avec des poivrons et les haricots. 
Le cycle de culture nécessitait dix-huit mois pour atteindre le stade de maturité. Au cours de la première année de culture, le brome mango était utilisé comme une plante fourragère sous forme de pâturage, et la deuxième année on le laissait monter en graines, que l'on récoltait.
Chaque pied formait une touffe de 40 à 50 tiges (chaumes) portant chacune une inflorescence avec 70 à 100 grains.

## Utilisation
À la récolte, les fleurons du mango étaient grillés pour ôter les glumelles (lemme et paléole), et les grains étaient broyés pour produire de la farine.
Celle-ci servait à produire un pain sans levain, appelé cougue, et une boisson fermentée appelée chicha. 
Cette céréale locale a été remplacée pendant la deuxième moitié du XIXe siècle par le blé pour la fabrication de la farine et par les pommes pour faire du cidre.

## Synonymes
Selon Catalogue of Life (4 juillet 2016) : 
- Bromus burkartii Muñoz,
- Ceratochloa mango (É.Desv.) Holub.